# Cavagnolo
Cavagnolo é uma comuna italiana da região do Piemonte, província de Turim, com cerca de 2.274 habitantes. Estende-se por uma área de 12 km², tendo uma densidade populacional de 190 hab/km². Faz fronteira com Brusasco, Monteu da Po, Lauriano, Moransengo (AT), Tonengo (AT).

## Demografia
| Variação demográfica do município entre 1861 e 2011                               |
|                                                                                   |
| Fonte: Istituto Nazionale di Statistica (ISTAT) - Elaboração gráfica da Wikipedia |